# Stora Vrången (naturreservat)
Stora Vrången är ett naturreservat i Västerviks kommun i Kalmar län.
Området är naturskyddat sedan 2010 och är 252 hektar stort. Reservatet omfattar natur norr om sjön Stora Vrången en mark som tidigare varit utmark till byn Larum. Reservatet består av betesmarker, ädellövskogar, jätteekar och barrnaturskogar. 